# Josep Maria Andreu i Prats
Josep Maria Andreu i Prats (Tarragona, 1960) és un empresari català. Presidí el Club Gimnàstic de Tarragona entre el 2001 i el 2007 i en tornà a ser el president d'ençà del 2012. Durant el seu mandat s'aconseguí l'ascens a la primera divisió l'any 2006. És també president de l'empresa Transports Prats SA, des del 1982.
L'abril de 2019 fou nomenat fill predilecte de la ciutat de Tarragona.